# 大哈尔腾河

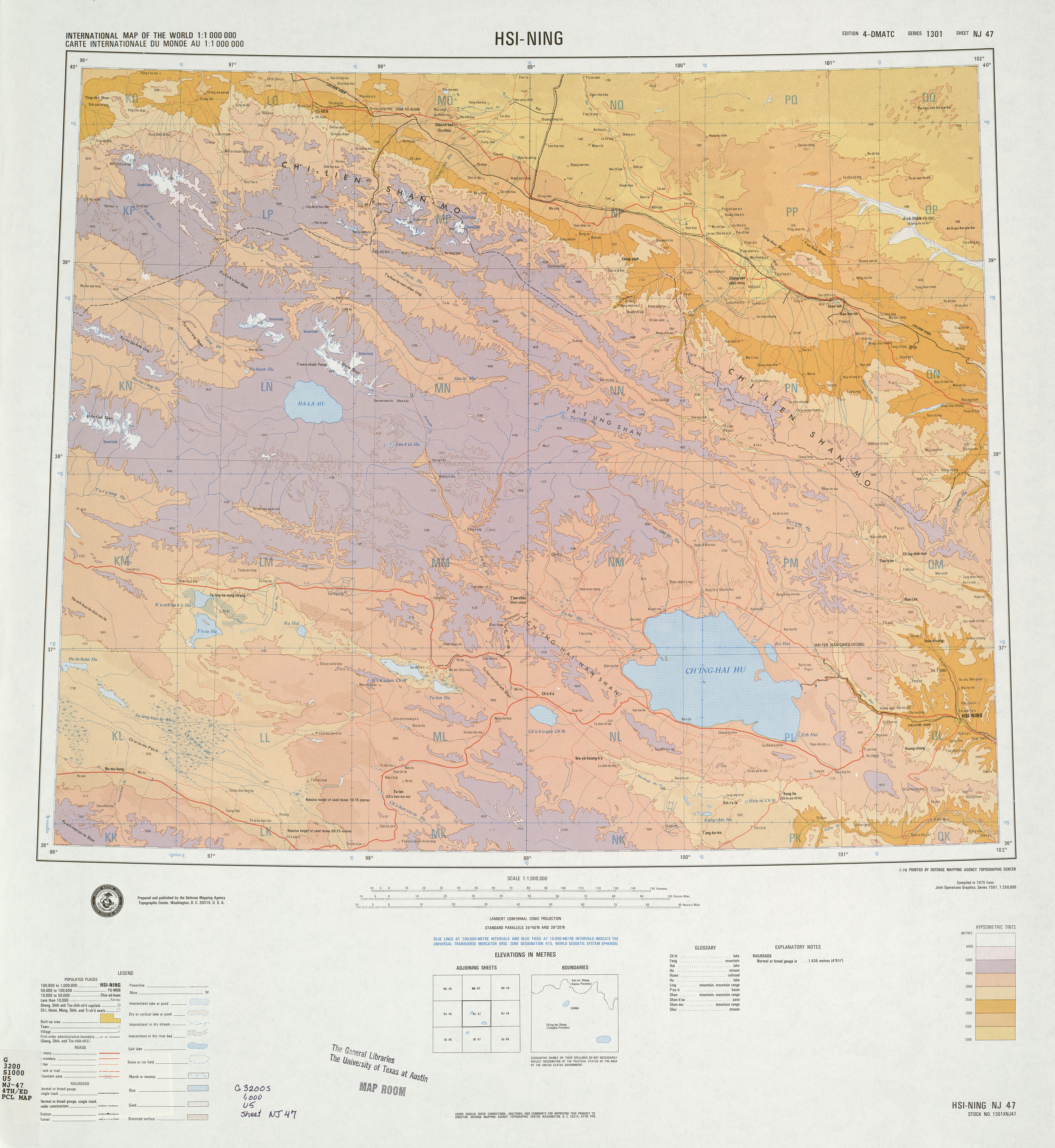
青海省北部地形图，大哈尔腾河上游位于编号KN和LN区域内，标注为Ha na t'eng Ho

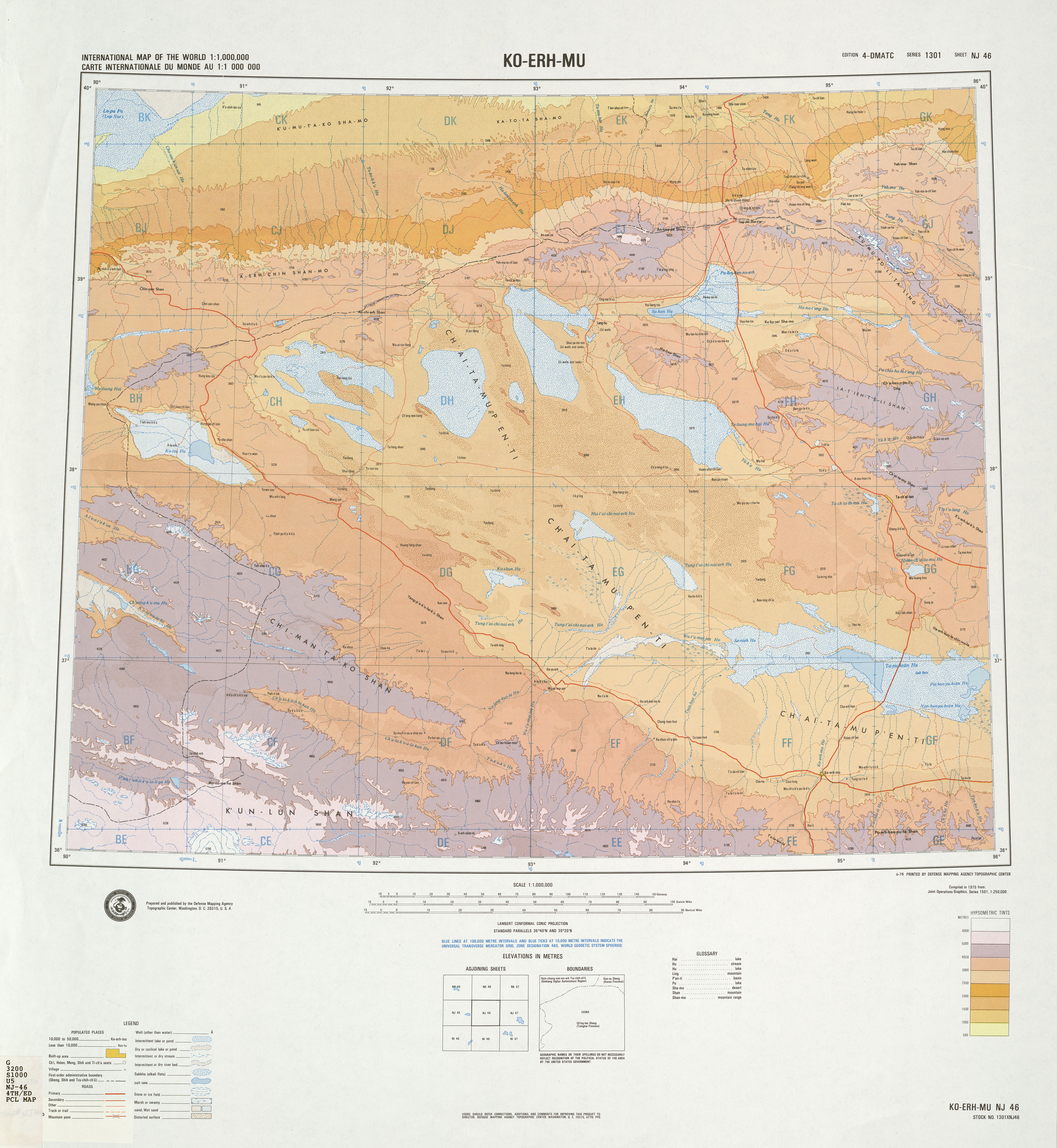
青海省西北部、甘肃省西部地形图，大哈尔腾河中下游位于图中右上角区域内，标注为Ha na t'eng Ho

大哈尔腾河，位于中国西北地区的一条内流河，发源于青海省德令哈市北部，由发源于敖格托尔乌兰山（夭果吐乌兰山）的北源野马沟和发源于野牛脊山的南源阿里亚马特郭勒在青甘两省交界地带汇集而成。二源汇合后向西流经甘肃省阿克塞哈萨克族自治县东南部地区，逐渐渗入戈壁，部分水量又于塔喀尔巴斯陶、当中泉一带以泉水露出地面，继续西流15千米后再次渗入戈壁，而于苏干湖东侧的湿地出露，最终汇入苏干湖和小苏干湖。全长144千米，流域面积5967平方千米。2019年青海省德令哈市人民政府发布的《关于德令哈市规模以上河湖管理范围公告》中称大哈尔腾河流域面积13757平方千米、德令哈市境内长度47千米。2020年甘肃省酒泉市人民政府发布的《酒泉市人民政府
关于市级河湖管理范围划定成果的公告》中称酒泉市境内的大哈尔腾河河道管理范围自青海省与甘肃省分界线起，至阿克塞县境内四十里戈壁工业园区止，河道中心线长201.48千米。